# St. Wenzel (Loket)

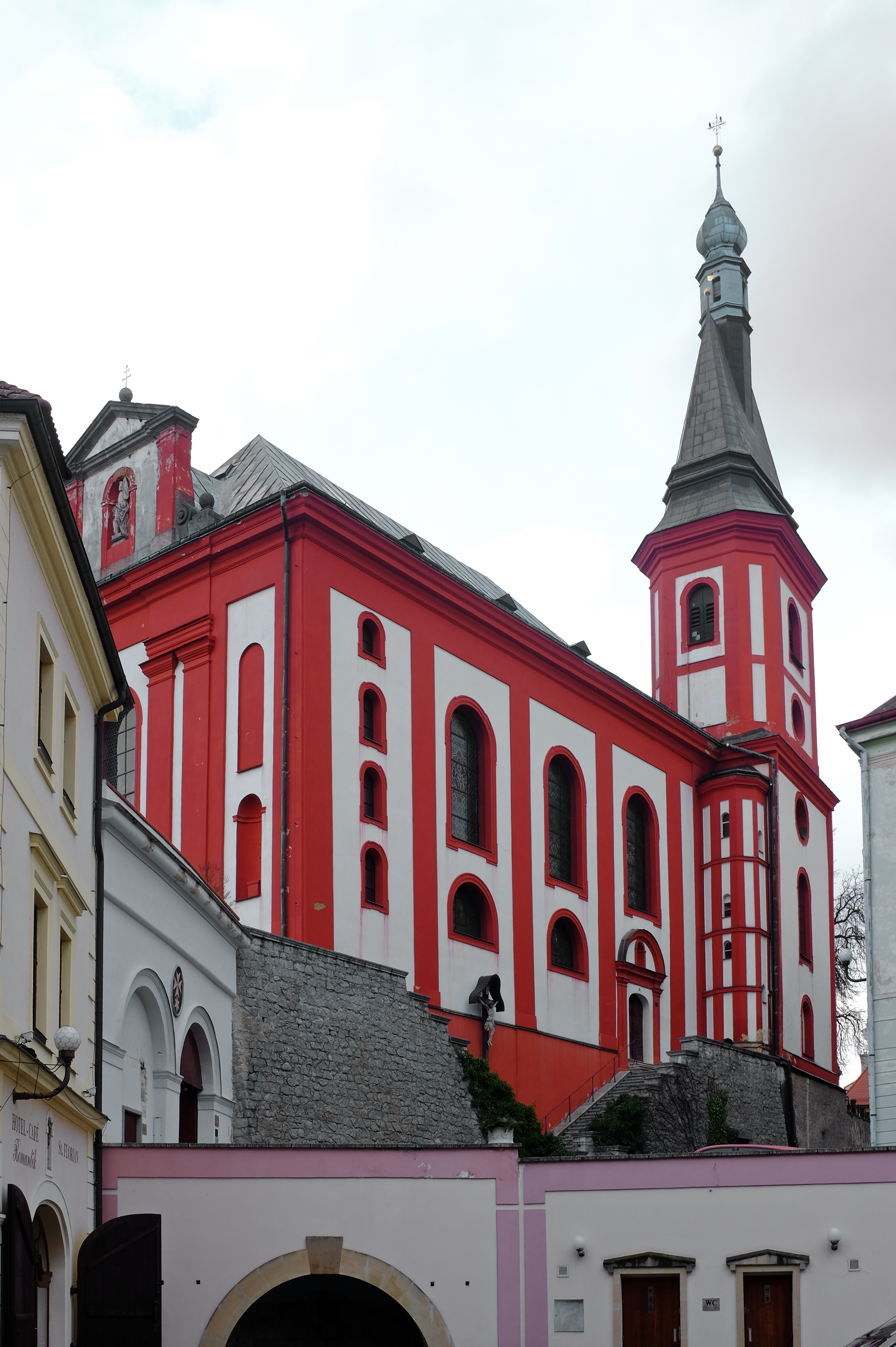
St. Wenzel in Loket

Die Pfarrkirche St. Wenzel (tschechisch Kostel svatého Václava) in der tschechischen Stadt Loket (deutsch Elbogen) ist ein geschütztes Baudenkmal. Der heutige Barockbau wurde von 1701 bis 1734 errichtet.

## Geschichte

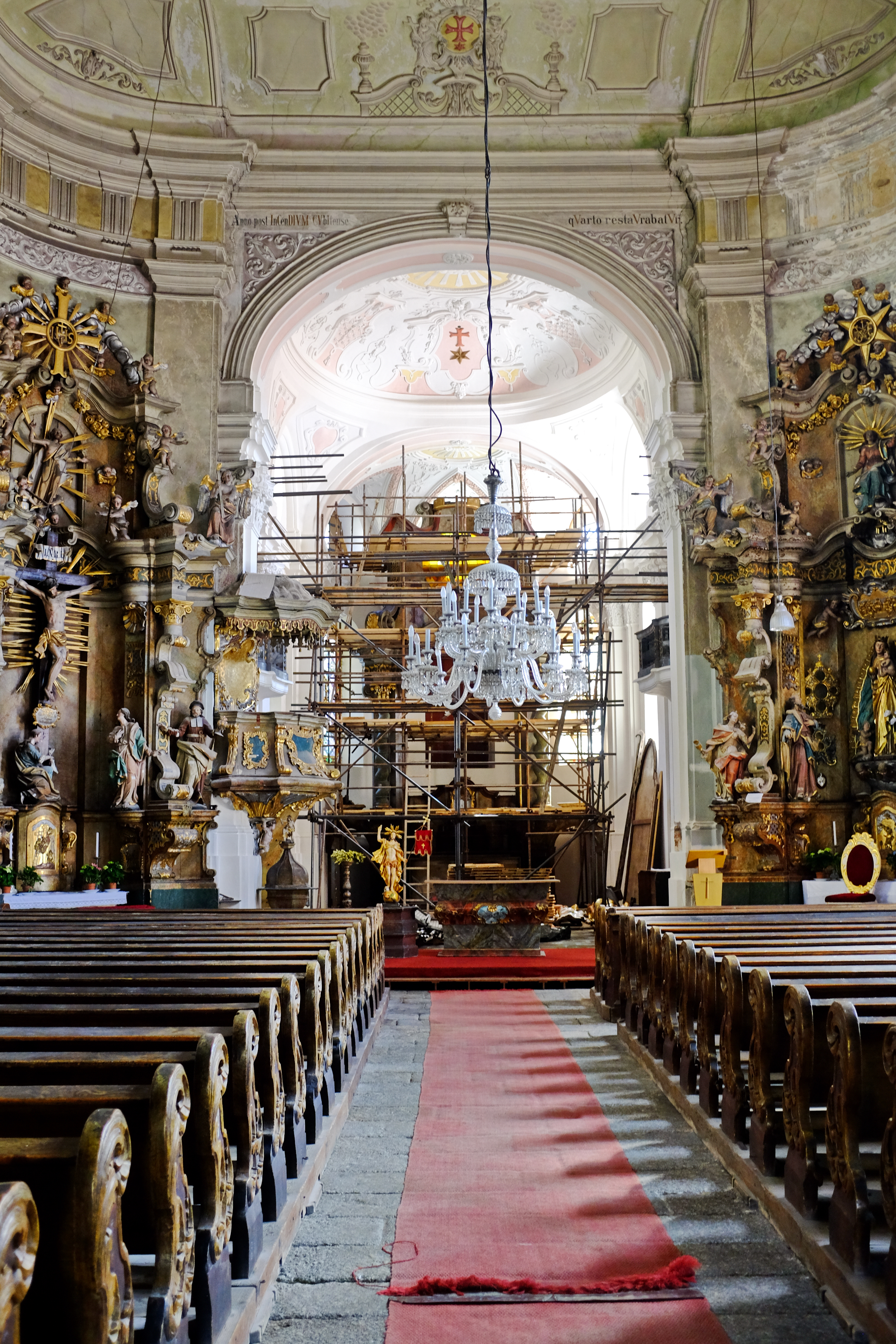
Innenraum

Bereits im 13. Jahrhundert ließ der Orden der Kreuzherren mit dem Roten Stern im Stadtzentrum unterhalb der Burg Elbogen eine Kirche erbauen. Das Patronat wurde dem Orden vom böhmischen König Wenzel I. verliehen. 1248 bestätigte Papst Innozenz IV. diese Schenkung. 1473 brannte sie nieder. Nikolaus Schlick ließ sie 1490 im gotischen Stil wiederaufbauen und eine Familiengruft einrichten. 1521 hielt die Reformation, durch die Grafen Schlick gefördert, in Elbogen Einzug. Die Kirche blieb zunächst katholisch.
Bis 1550 wurde die Messe abwechselnd in Tschechisch und Deutsch abgehalten. 1565 erhob der Prager Erzbischof Anton Brus von Müglitz, der zugleich General-Großmeisters des Kreuzherrenordens war, die Pfarrkirche zur Dechanteikirche. Zur Pfarrei gehörten außer Elbogen selbst, die Dörfer Grünlas, Neusattl, Horn, Zech, Höfen, Nallesgrün und Dreihäuser. Seit 1594 wurde die Kirche von den Protestanten genutzt und nach der Schlacht am Weißen Berg rekatholisiert.
Da die alte zu klein gewordene Kirche nicht mehr den Anforderungen entsprach, begann 1701 ein umfassender Umbau. Die Bauarbeiten wurden während eines Stadtbrandes von 1725 unterbrochen, wobei der Vorgängerbau vollständig niederbrannte. Der Neubau im Barockstil wurde von dem Baumeister Wolfgang Braunbock begonnen und erst unter seinem Sohn Johann Andreas Braunbock 1734 beendet.
Von 1903 bis 1905 erfolgte ein Umbau, bei dem der Turm der ursprünglich eine barocke Zwiebelhaube besaß, einen Spitzhelm erhielt. 1930 zählte die Pfarrei 10.712 Katholiken. Seit 3. Mai 1958 steht das Gebäude in der staatlichen Liste der Kulturdenkmäler. In den 1990er Jahren wurde die Außenfassade restauriert. Laut einer Inschrift liegt am alten Kirchtor Georg Popel von Lobkowicz begraben.

## Ausstattung
Der barocke Hochaltar von 1759 stellt das Gemälde „Ermordung des heiligen Wenzels“ vom Maler Peter Johann Brandl dar. Das gemalte Antependium „Heilige Dreifaltigkeit“ von 1744 schuf der Künstler Elias Dollhopf. Die reich verzierten Seitenaltäre zeigen im Zentrum ein Kruzifix und eine Madonna.

## Bestattungen
Folgende Personen wurden in den Kirchengrüften bestattet:
- Mathäus Schlick († 1487)
- Georg Popel von Lobkowitz († 1607)